# Cerkiew św. Mikołaja w Białowieży

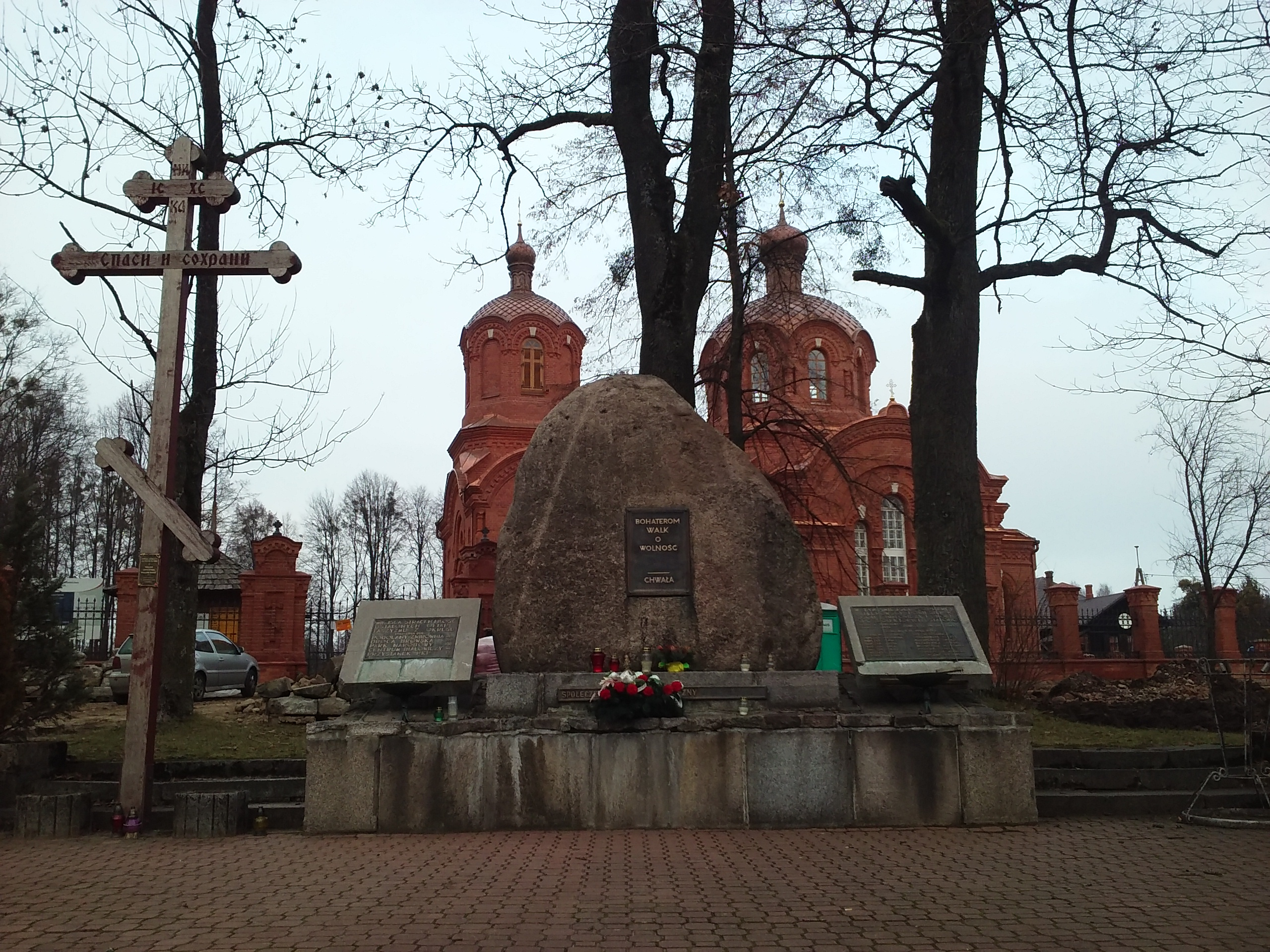
Cerkiew św. Mikołaja

Cerkiew św. Mikołaja – prawosławna cerkiew parafialna znajdująca się przy ulicy Sportowej w Białowieży. Należy do dekanatu Hajnówka diecezji warszawsko-bielskiej Polskiego Autokefalicznego Kościoła Prawosławnego.

## Historia

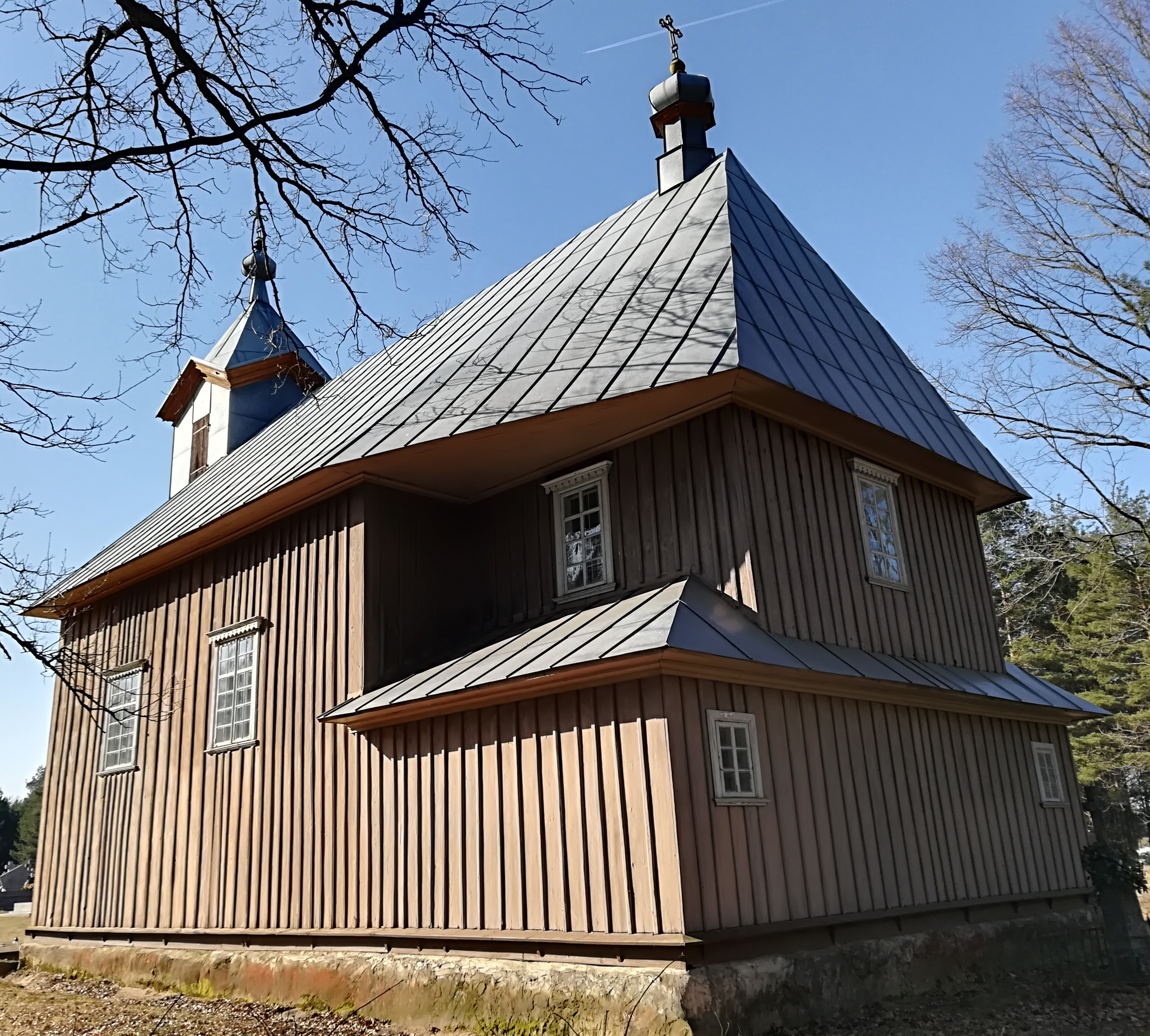
Poprzedniczka obecnej białowieskiej cerkwi parafialnej, która pod koniec XIX w. została przeniesiona do Trześcianki, gdzie funkcjonuje do dziś jako cerkiew cmentarna

Świątynię wzniesiono w latach 1894–1897. Fundatorem cerkwi był car Aleksander III, który osobiście w sierpniu 1894 wizytował budowę nowej, murowanej świątyni. Wzniesiono ją w miejscu drewnianej cerkwi pochodzącej z I połowy XIX wieku, którą po rozbiórce przeniesiono do wsi Trześcianka, gdzie funkcjonuje do dziś jako kaplica cmentarna Ofiarowania Przenajświętszej Bogurodzicy. W styczniu 1895 dokonano konsekracji nowo wzniesionej cerkwi, która uchodziła za najpiękniejszą w całej guberni grodzieńskiej.
Puszcza Białowieska od 1888 należała do prywatnych dóbr carskich. W Białowieży znajdował się pałac carski, z którego władca korzystał podczas przyjazdów na polowania. Zatem świątynia odgrywała rolę carskiej cerkwi.
Budowla została wzniesiona z czerwonej cegły, którą na miejscu wyrabiał Niemiec sprowadzony z Górnego Śląska – Juliusz Karol Miller. Do postawienia fundamentów użyto ciosanych kamieni z Puszczy Białowieskiej. Bryłę świątyni zwieńczyły dwie kopuły. Jedna z nich była przeznaczona na dzwonnicę. Dzwon, o wadze 125 kg, był tak donośny, że w sprzyjających warunkach atmosferycznych jego głos niósł się aż na obrzeża Puszczy Białowieskiej. Z Petersburga sprowadzono ikonostas z chińskiej porcelany. Ostateczne prace wykończeniowe zamknięto w 1897, tuż przed wizytą w Białowieży następcy Aleksandra III, cara Mikołaja II.
W 1900 do parafii należało 2315 wiernych. Byli to potomkowie pierwszych mieszkańców Białowieży – Rusinów, dawnych osadników przybyłych na teren Puszczy Białowieskiej. W sierpniu 1915 prawosławną ludność Białowieży zmuszono do przesiedlenia w głąb Rosji (bieżeństwo). Równocześnie wywieziono większość wyposażenia cerkiewnego.
Podczas I wojny światowej spalił się jedynie dom psalmisty, sama cerkiew ocalała. W okresie dwudziestolecia międzywojennego wyremontowano świątynię, zakupiono nieduży dzwon.
Już pierwszego dnia II wojny światowej, 1 września 1939, kiedy wczesnym rankiem nad Białowieżą przeleciały dwa samoloty niemieckie, zrzucając bomby, świątynia została znacznie zniszczona. Z dwóch pocisków, które trafiły w świątynię, jeden eksplodował wewnątrz. Prace remontowe podjęto w czerwcu 1943: odnowiono malowidła ścienne, ikony, naprawiono ikonostas, królewskie wrota. Nowe wyświęcenie świątyni miało miejsce 17 października 1943. Wzięli w nim udział również miejscowi przedstawiciele władz niemieckich.
Okres okupacji niemieckiej zaznaczył się jednak tragicznymi wydarzeniami w historii Białowieży – był czasem masowych egzekucji, a jedno z miejsc straceń usytuowane było u wejścia na plac cerkiewny (obecnie upamiętnia je głaz z tablicą pamiątkową). Na przycerkiewnych drzewach mocowano szubienice, na których wieszano skazańców. Każda egzekucja odbywała się na oczach mieszkańców, których spędzano z całej Białowieży. Pierwszej egzekucji na drzewach przy cerkwi dokonano 9 września 1942, ostatniej 17 września 1943. Ogółem powieszono w tym miejscu ponad 90 osób.
W pierwszych latach po wojnie zostały namalowane obrazy wewnątrz kopuły i u jej podstawy. Cementowo-kamiennym murkiem odgrodzono plac cerkiewny od ulicy. W 1974 zakupiony został nowy dzwon. W latach 80. odnowione zostało wnętrze świątyni. Kolejne wielkie prace remontowe, podczas których m.in. wymieniono pokrycie dachowe, odmalowano cerkiew, odrestaurowano freski, miały miejsce w latach 90. W 2. dekadzie XXI w., dzięki pozyskanym zagranicznym środkom finansowym (w ramach projektu „Wschodniosłowiańskie dziedzictwo kulturowe – konserwacja, renowacja, digitalizacja zabytkowych cerkwi”) przeprowadzono dalsze prace remontowe świątyni (naprawiono dach, częściowo odnowiono elewację, odrestaurowano ikonostas), a także wyremontowano ogrodzenie wokół obiektu i utwardzono przycerkiewny teren.
20 sierpnia 2016 cerkiew odwiedził prawosławny patriarcha Antiochii Jan X, natomiast 20 sierpnia 2018 r. – metropolita całej Ameryki i Kanady Tichon, zwierzchnik Kościoła Prawosławnego w Ameryce.
W 2017 r. przeprowadzono generalny remont świątyni – m.in. otynkowano i odmalowano wnętrze, rozebrano stare i zbudowano nowe piece kaflowe, zainstalowano ogrzewanie podłogowe, wymieniono instalację elektryczną, poddano renowacji stolarkę okienną i drzwi wejściowe, założono instalację alarmową. Po zakończeniu remontu, cerkiew została 14 lipca 2019 r. poświęcona przez biskupa hajnowskiego Pawła.
Dawne tradycje chóralne (przy cerkwi za czasów carskich działał chór uczniowski oraz drugi, złożony z urzędników) kontynuują działające przy parafii dwa zespoły chóralne – dorosłych i młodzieżowy, które są laureatami międzynarodowych festiwali i konkursów muzyki cerkiewnej.
Cerkiew wpisano do rejestru zabytków 18 sierpnia 1969 pod nr A–548. Znajdujący się w niej ikonostas z chińskiej porcelany jest jedynym tego typu zabytkiem w Polsce.

## Inne informacje
Identyczny pod względem architektonicznym obiekt znajduje się na Białorusi. Jest nim cerkiew św. Włodzimierza Wielkiego w Czyżewszczyźnie, z taką różnicą, że cerkiew w Czyżewszczyźnie została otynkowana i pomalowana na biało. Obie świątynie zostały wzniesione w tym samym okresie.

## Galeria

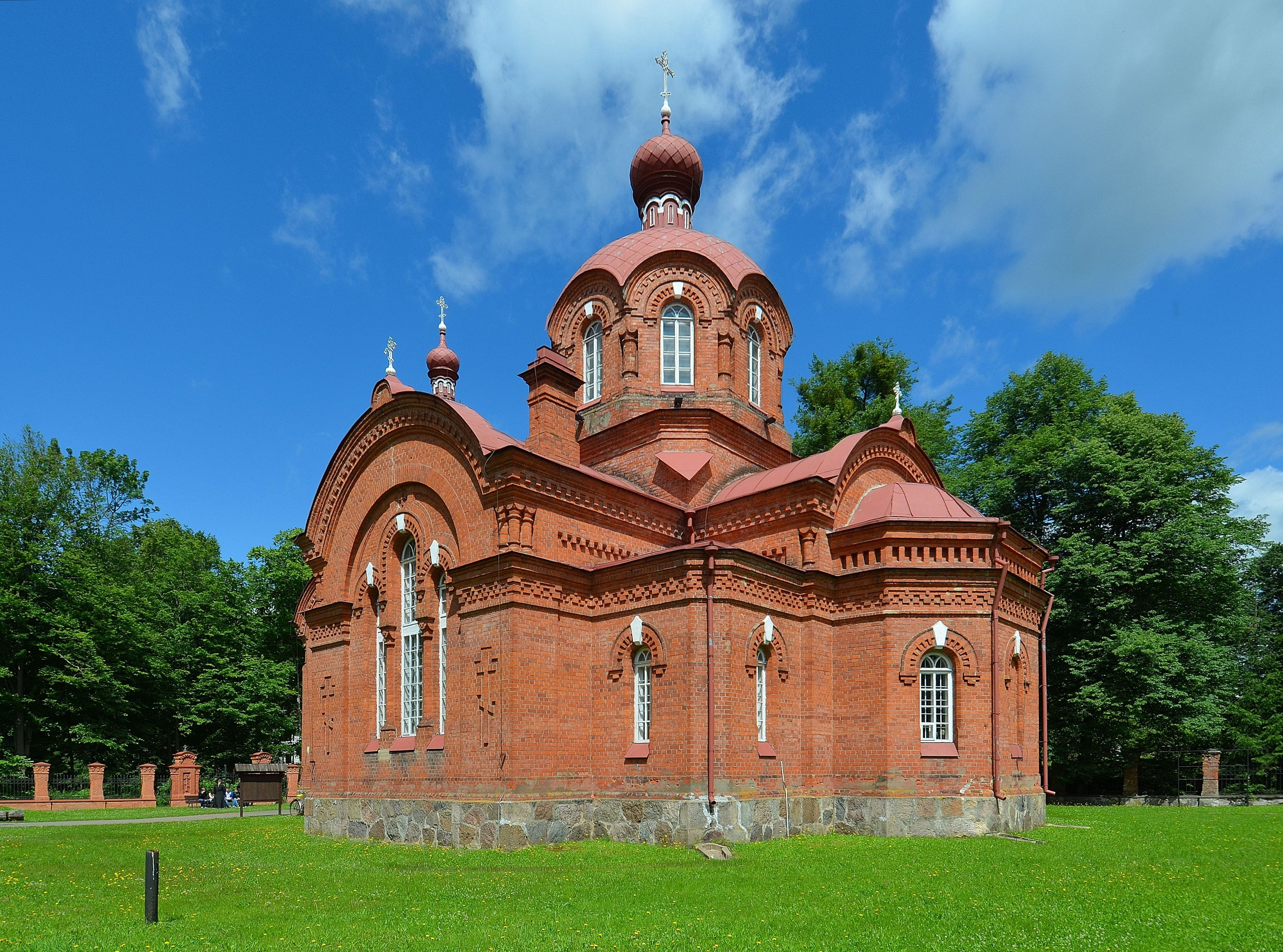
Świątynia od strony plebanii
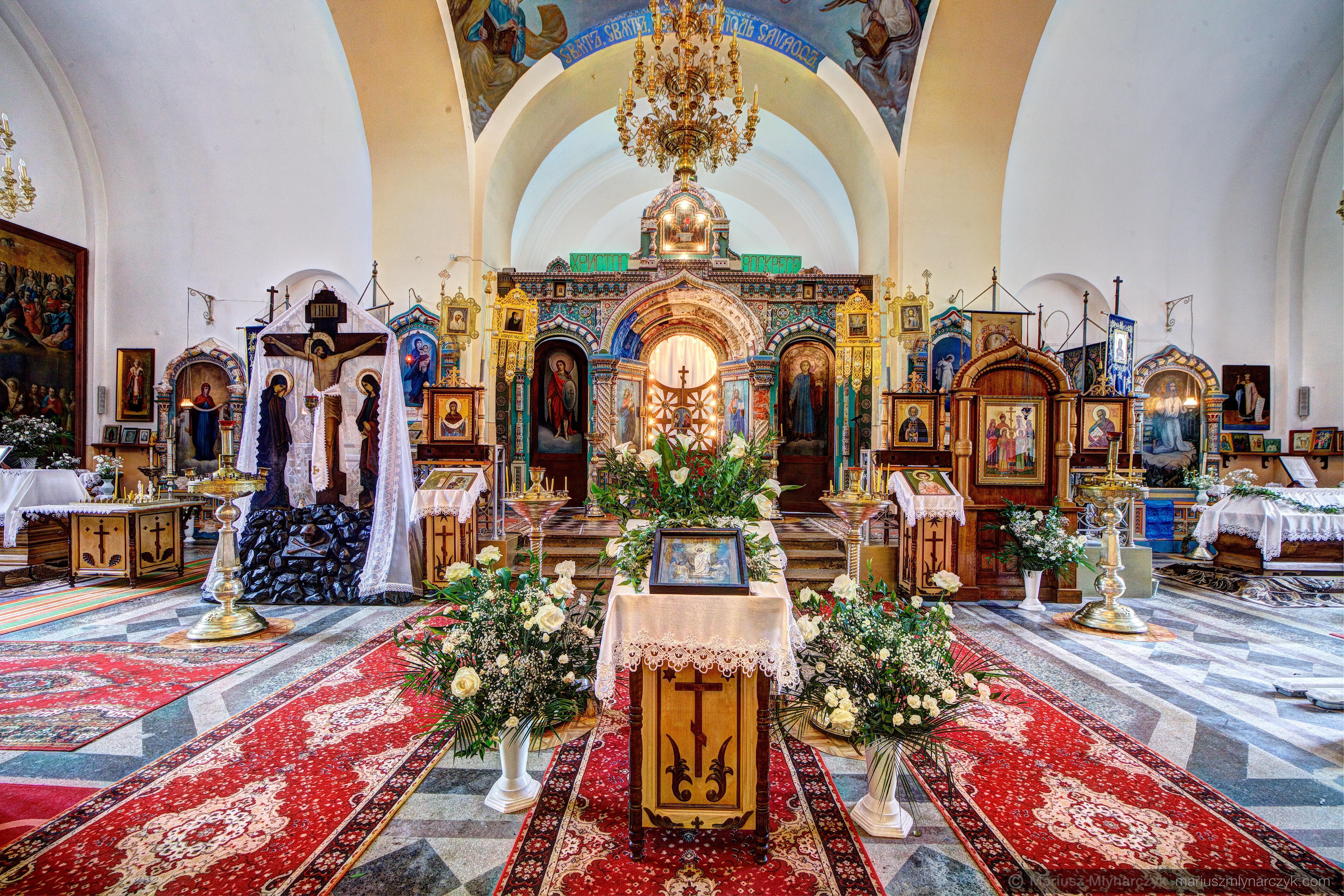
Wnętrze cerkwi
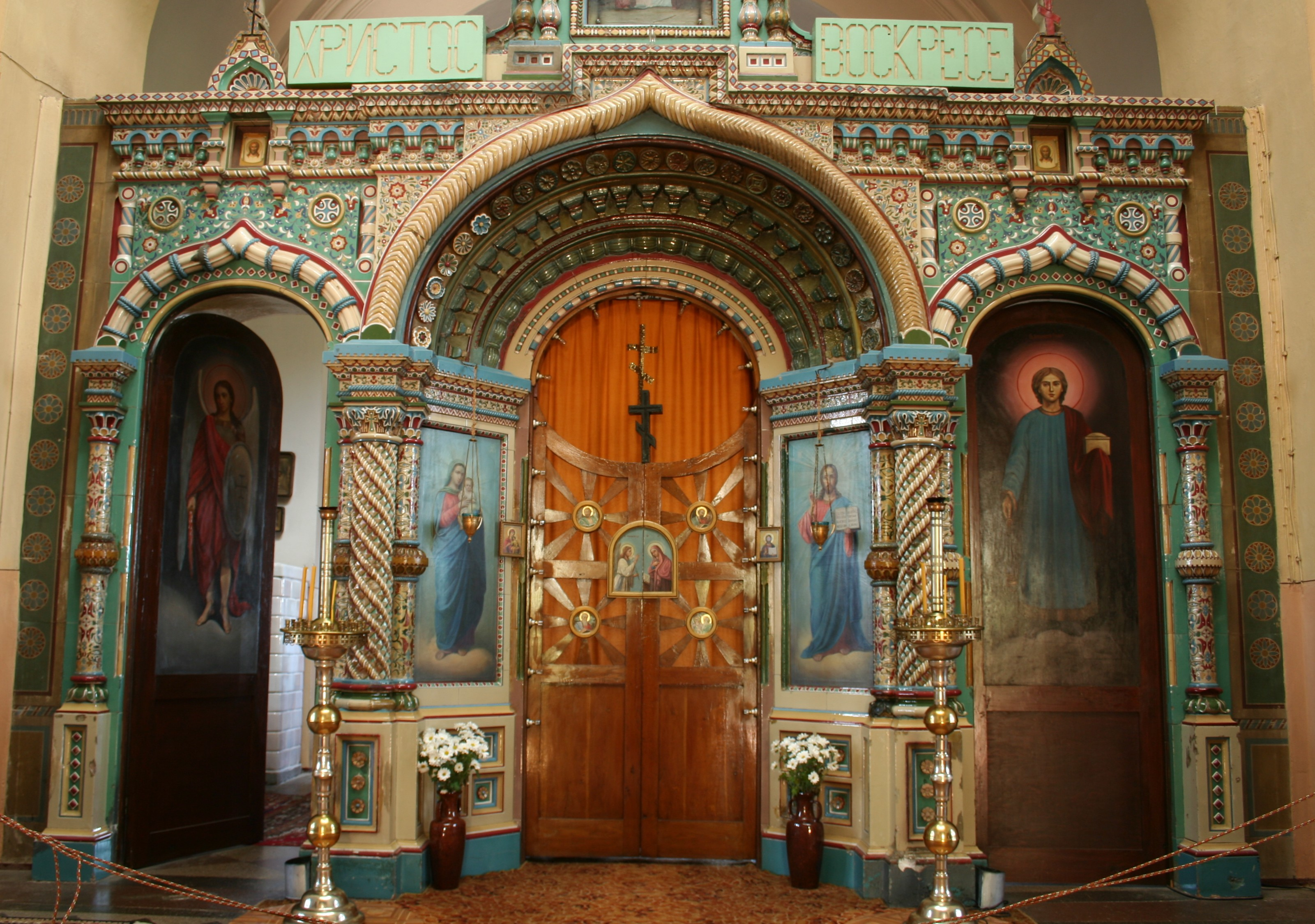
Ceramiczny ikonostas